# Tatra T6
Tatra T6 je šesta generacija tramvaja temeljena na američkom PCC konceptu, koje je u Čehoslovačkoj proizvodila tvrtka ČKD Tatra.

## Konstrukcija
Sve proizvedene varijante su standardni četveroosovinski jednosmjerni vagoni, bazirani na prethodnom tipu T5 (ili njegovim izvedenim podtipovima), koji je također utjecao na dizajn tramvaja T6. Vagoni T6 proizvodili su se od prve polovice 1980-ih do kraja 1990-ih.

## Varijante
Za razliku od prethodnog tipa T5, za koji je početkom 1970-ih proizvedeno vozilo označeno kao T5, a iz ovog tramvaja izvedene su i druge varijante, vozilo označeno samo kao T6 nikada nije proizvedeno. To je bila posljedica novog sustava označavanja tramvaja koje je proizvodio ČKD, a koji je uveden u prvoj polovici 1970-ih.
Varijante tramvaja T6 bile su tramvaji Tatra T6B5 (standardna vozila namijenjena uglavnom Sovjetskom Savezu), Tatra T6A2 (varijanta s užom karoserijom, isporučena uglavnom NDR-u), Tatra T6A5 (vozila isporučena Čehoslovačkoj) i Tatra T6C5 (dvosmjerna varijanta).